# Helen Menken
Helen Menken, eigentlich Helen Meinken, (* 12. Dezember 1901 in New York City, New York; † 27. März 1966 ebenda) war eine US-amerikanische Schauspielerin. Die zu ihrer Zeit renommierte Bühnendarstellerin war die erste Ehefrau von Humphrey Bogart.

## Leben
Die Tochter gehörloser Eltern hatte ihren ersten Auftritt am Broadway 1917. Zu ihren größten Bühnenerfolgen zählten die Komödie Seventh Heaven (ab 1917), das Historiendrama Mary of Scotland (ab 1933, mit Helen Hayes in der Titelrolle und Helen Menken als Königin Elisabeth) sowie das mit einem Pulitzer-Preis ausgezeichnete Stück The Old Maid (1935).
Seventh Heaven wurde 1927 erfolgreich mit Janet Gaynor in Menkens Rolle verfilmt (dt. Titel: Im siebenten Himmel). John Ford inszenierte 1936 mit Katharine Hepburn als Maria und Florence Eldridge als Elisabeth die Verfilmung von Mary of Scotland (Maria von Schottland). Und schließlich spielte Bette Davis 1939 in der Filmversion von The Old Maid (Die alte Jungfer).
Helen Menken fand dagegen nie nach Hollywood, wo ihr ehemaliger Gatte Humphrey Bogart gerade zum Star wurde, als sie 1936 ihre Bühnenkarriere beendete. Die beiden hatten 1926 in New York geheiratet, sich jedoch schon im folgenden Jahr freundschaftlich getrennt. Es war die erste von drei Ehen Helen Menkens.
Nach ihrer Bühnenlaufbahn arbeitete sie für das Radio und war aktiv im American Theatre Wing (ATW), einer Organisation zur Förderung des Theaters, deren langjährige Vorsitzende sie wurde. Der ATW rief auch die Verleihung des Tony Awards ins Leben, dem Broadway-Pendant zum Oscar.
1966 wurde Helen Menken kurz nach ihrem Herztod postum ein Tony Award für ihr Lebenswerk verliehen.

## Broadwayauftritte
- 1917–1918: Parlor, Bedroom and Bath (Uraufführung)
- 1918–1919: Three Wise Fools (Uraufführung)
- 1921: The Triumph of X (Uraufführung)
- 1921: The Mad Dog (Uraufführung)
- 1922–1924: Seventh Heaven (Uraufführung)
- 1926: Makropoulos Secret (Uraufführung)
- 1926: Litle Eyolf (Wiederaufnahme)
- 1926–1927: The Captive (Uraufführung)
- 1928: The Beaux Stratagem (Wiederaufnahme)
- 1928–1929: Congai (Uraufführung)
- 1930: The Infinite Shoeblack (Uraufführung)
- 1931: Rock Me, Julie (Uraufführung)
- 1931: The Merchant of Venice (Wiederaufnahme)
- 1933: Saint Wetch (Uraufführung)
- 1933–1934: Mary of Scotland (Uraufführung)
- 1935: The Old Maid (Uraufführung)
- 1936: The Laughing Woman (Uraufführung)